# Електронско узнемиравање
Електронско узнемиравање, електромагнетна тортура или психотроничка тортура је теорија завере да злонамерни актери (често владини агенти или криминални кругови) користе електромагнетно зрачење (као што је микроталасни звучни ефекат), радар и технике надзора да пренесу звукове и мисли у људе главе, утичу на тела људи и узнемиравају људе. Појединци који тврде да доживљавају ово себе називају „ циљаним појединцима“ (ЦП или TIs на енглеском). Неки тврде да су жртве ухођења банди, а многи су основали или се придружили групама за подршку и заступање.
Вишеструки медицински професионалци су проценили да су ова искуства халуцинације, резултат поремећаја делузија или психозе.

## Искуства
Искуства људи који себе описују као подвргнуте електронском узнемиравању користећи езотеричну технологију и који себе називају „циљаним појединцима“ („ТИ“), варирају, али искуства често укључују гласове у њиховим главама који их зову по имену, често исмевају њих или друге око њих, као и осећај физичких сензација попут печења. Они су такође описали да су били под физичким надзором једне или више особа. Многи од ових људи свакодневно се понашају и функционишу нормално, а међу њима су и људи који су иначе успешни у својим каријерама и животима, и којима су ова искуства збуњујућа, узнемирујућа, а понекад и срамотна, али за њих потпуно стварна.
Они користе вести, војне часописе и документе о националној безбедности са којих је скинута ознака тајности да поткрепе своје наводе да су владе развиле технологију која може да шаље гласове људима у главе и да их натера да осећају ствари.
Психолог Лорејн Ширеден је коаутор студије о ухођењу банди у Journal of Forensic Psychiatry & Psychology. Према Шеридену, „треба размишљати о феномену Т.И. у смислу људи са параноидним симптомима који су дошли до идеје ухођења банди као објашњење за оно шта им се дешава”. Стручњаци за ментално здравље кажу да Т.И. могу доживети халуцинације, а њихова објашњења да су циљани или узнемиравани произилазе из заблуда или психозе. Професор психијатрије са Јејла Ралф Хофман наводи да људи често приписују гласове у својим главама спољним изворима као што су узнемиравање владе, Бог или мртви рођаци, и може бити тешко убедити ове појединце да је њихово веровање у спољашњи утицај заблуда. Други стручњаци упоређују ове приче са извештајима о отмицама ванземаљаца.
У новинским налозима су документовани појединци који су очигледно веровали да су жртве електронског узнемиравања, ау неким случајевима су убеђивали судове да се сложе. Џејмс Волберт је 2008. године отишао на суд тврдећи да му је његов бивши пословни сарадник претио „нападима радијације” након неслагања, а касније је тврдио да осећа симптоме као што су сензације електричног удара и да чује чудне звукове у ушима. Суд је одлучио да изда налог о забрани „електронских средстава“ за даље узнемиравање Волберта.

### Значајни злочини
Разни људи који себе описују као жртве електронског узнемиравања починили су злочине; међу тим злочинима су масовна стрељања.
Фуаед Абдо Ахмед, 20-годишњи мушкарац, 13. августа 2013. држао је мушкарца и две жене као таоце у филијали Tensas State Bank, на крају убивши двојицу талаца и себе. Накнадна полицијска истрага званично је закључила да Ахмед има параноидну шизофренију и да чује гласове. Ахмед је оптужио породицу своје бивше девојке да му је у главу уградила неку врсту „микрофонског уређаја”.
Дана 16. септембра 2013, Арон Алексис је смртоносно упуцао дванаест људи и ранио још три у Вашингтон Њу Јарду у користећи сачмарицу на којој је написао „моје ЕЛФ оружје“, пре него што су га убили полицајци који су реаговали. ФБИ је закључио да је Алексис имала „заблудна уверења”. Ова уверења су укључивала да је био „контролисан или под утицајем електромагнетних таласа екстремно ниске фреквенције“.
Мајрон Меј је 20. новембра 2014. пуцао и ранио три особе у кампусу Државног универзитета Флориде, а убили су га полицајци који су реаговали. Пре догађаја, постајао је све забринутији да је под надзором владе и тврдио је да је чуо гласове.
Гавин Јуџин Лонг, који је 17. јула 2016. убио три полицајца и ранио три полицајца у Батон Ружу, Луизијана, веровао је у бројне анти-владине покрете и теорије завере, али је пре свега био члан групе посвећене помаже људима са „даљинским експериментисањем мозга, даљинским неуралним праћењем целог људског тела“.
Метју Чои, 30-годишњи Јужноафриканац, који је тврдио да је под В2К електронским узнемиравањем и тврдио да му се „испира мозак преко микроталаса“ од 2015. године, убио је таксисту у Хонг Конгу 12. октобра 2021. Случај је изазвао масовну пажњу у граду, а полиција га је описала као "изузетно опасног".

## Теорија завере
Заговорници завере за контролу ума верују да су пронашли референце на тајно оружје у владиним програмима као што је „Пројекат Пандора“, истраживачки подухват ДАРПА о биолошким и бихевиоралним ефектима зрачења који је наручен након инцидента на Московском сигналу, када је америчка амбасада у Москви бомбардована микроталасима од стране Совјета од 1953. Откривено је да је намера Совјета била прислушкивање и електронско ометање, а не контрола ума. Заговорници завере такође често цитирају патент Лабораторије за истраживање ваздухопловних снага из 2002. за коришћење микроталаса за слање изговорених речи у нечију главу. Иако нема доказа да постоји контрола ума помоћу микроталаса, гласине о континуираном поверљивом истраживању подстичу забринутост људи који верују да су на мети.
Године 1987, извештај National Academy of Sciences који је наручио Институт за истраживање војске САД навео је психотронику као један од „упадљивих примера“ тврдњи о псих. рату који су се први пут појавили у анегдотским описима, новинама и књигама током 1980-их. Комитет је приметио да иако постоје извештаји и приче, као и замишљене потенцијалне употребе таквог оружја од стране доносилаца одлука у војсци, „ништа што би се приближило научној литератури не подржава тврдње о психотроничном оружју“.
Наводно је Руска Федерација проучавала психотронично оружје током 1990-их, а војни аналитичар потпуковник Тимоти Л. Томас је 1998. рекао да у Русији постоји снажно уверење да је оружје за напад на ум војника могућност, иако нису пријављени уређаји који раде. У Русији, група под називом „Жртве психотроничких експеримената” покушала је да добије одштету од Федералне службе безбедности средином 1990-их, због наводног кршења њихових грађанских слобода укључујући „зрачење” усмерено на њих, стављање хемикалија у воду и коришћење магнета ради промене ума. Ови страхови су можда били инспирисани открићима тајних истраживања техника „психотроничког“ психолошког ратовања током раних 1990-их, при чему је Владимир Лопаткин, члан комитета Државне думе 1995. године, претпоставио да је „нешто што је било тајно толико година савршено плодно тло за теорије завере“.
Руски министар одбране Анатолиј Сердјуков и премијер Владимир Путин су 2012. коментарисали планове за израду предлога за развој психотроничког оружја. Научни уредни NBC News Алан Бојл одбацио је појмове да такво оружје заиста постоји, рекавши да „нема ничега у коментарима Путина и Сердјукова што би сугерисало да су Руси билу близу да поседују психотронично оружје“.
Мајк Бек, бивши шпијун НСА, верује да је његова Паркинсонова болест изазвана електронским узнемиравањем. НСА је године 2014. дала Бековом адвокату Марку Заиду изјаву у којој се наводи да је агенција примила „обавештајне информације из 2012. које повезују непријатељску земљу у коју је господин Бек путовао касних 1990-их са оружјем са микроталасним системом велике снаге“, али је додала да „Агенција за националну безбедност нема доказа да је такво оружје, ако је постојало и ако је било повезано са непријатељском земљом крајем 1990-их, јесте или није употребљено против господина Бека“. Генерални саветник НСА Глен Герстел рекао је за Вашингтон пост да  „агенција није пронашла ниједан доказ да су Бек или његов сарадник нападнути".
Постоје широке мреже подршке на мрежи и бројне веб странице које одржавају људи који се плаше контроле ума. Психијатар из Палм Спрингса Алан Дрејкер идентификовао је доказе о делузионим поремећајима на многим од ових сајтова, а психолози се слажу да такви сајтови негативно појачавају менталне проблеме, док неки кажу да би дељење и прихватање заједничке заблуде могло да функционише као облик групе когнитивна терапија.
Према психологу Шеридан, количина онлајн садржаја о електронском узнемиравању који сугерише да је то чињеница без икакве дебате о тој теми, ствара штетну, идеолошку платформу за такво понашање.
Као део британске студије Воана Бела из 2006. године, независни психијатри су утврдили да су „знаци психозе снажно присутни“ на основу процене узорка онлајн налога за контролу ума чији су постери „врло вероватно били шизофрени“. Психолози су идентификовали многе примере људи који извештавају о „искуствима контроле ума“ на веб страницама које су сами објавили а за које је „велика вероватноћа да ће бити под утицајем заблудних уверења“. Уобичајене теме укључују „лоше момке“ који користе „психотронику“ и „микроталасе“, често помињање пројекта ЦИА-е МКУЛТРА и често цитирање научног рада под насловом „Реакција људског слушног система на модулисану електромагнетну енергију“.
Неки људи који себе описују као подвргнуте електронском узнемиравању организовали су се и водили кампању да зауставе употребу наводних психотроничких и других оружја за контролу ума. Ове кампање су добиле одређену подршку јавних личности, укључујући бившег америчког конгресмена Дениса Куцинича, који је укључио одредбу о забрани „психотроничког оружја“ у закону из 2001. који је касније одбачен, и бившег представника државе Мисури Џима Геста.